# Langangen
Langangen est un village de la municipalité de Porsgrunn, dans le comté de Vestfold, en Norvège.

## Description
Le village est située= à la frontière de Vestfold et Larvik, au fond du Langangsfjorden. Langangen a, entre autres, sa propre école, église, scierie et magasin. Auparavant, le village était traversé par la route principale entre Porsgrunn et Larvik, mais en 1979, la E18 a été détournée et pontée sur le village. Le pont de Langangen est le plus grand pont en béton de Norvège. Il mesure plus de 700 mètres de long et 70 mètres de haut.

## Galerie

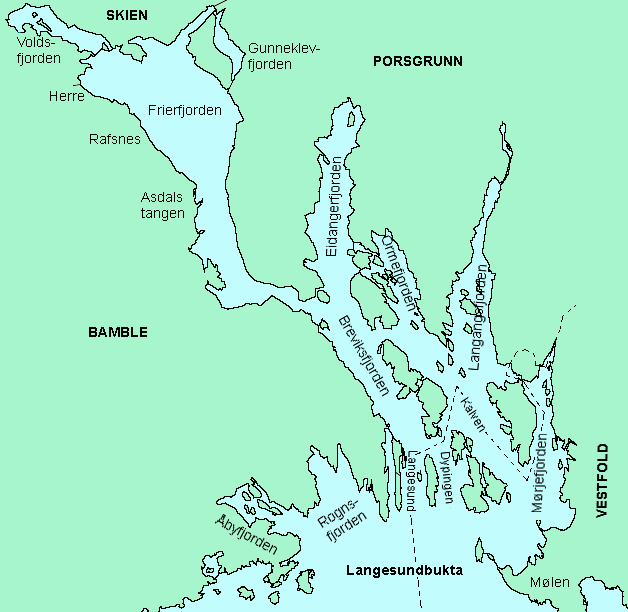
Les fjords de Porsgrunn
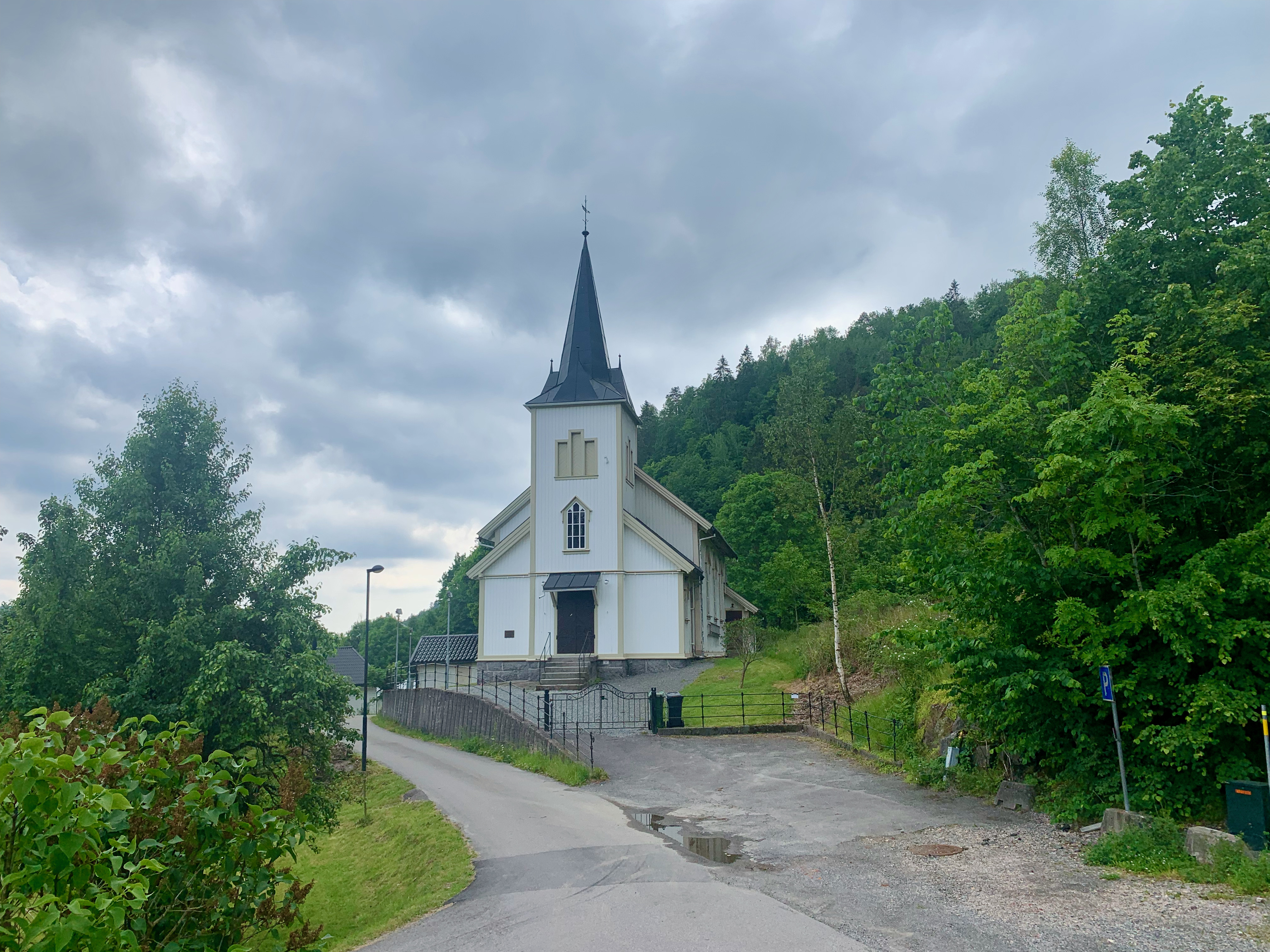
Église de Langangen
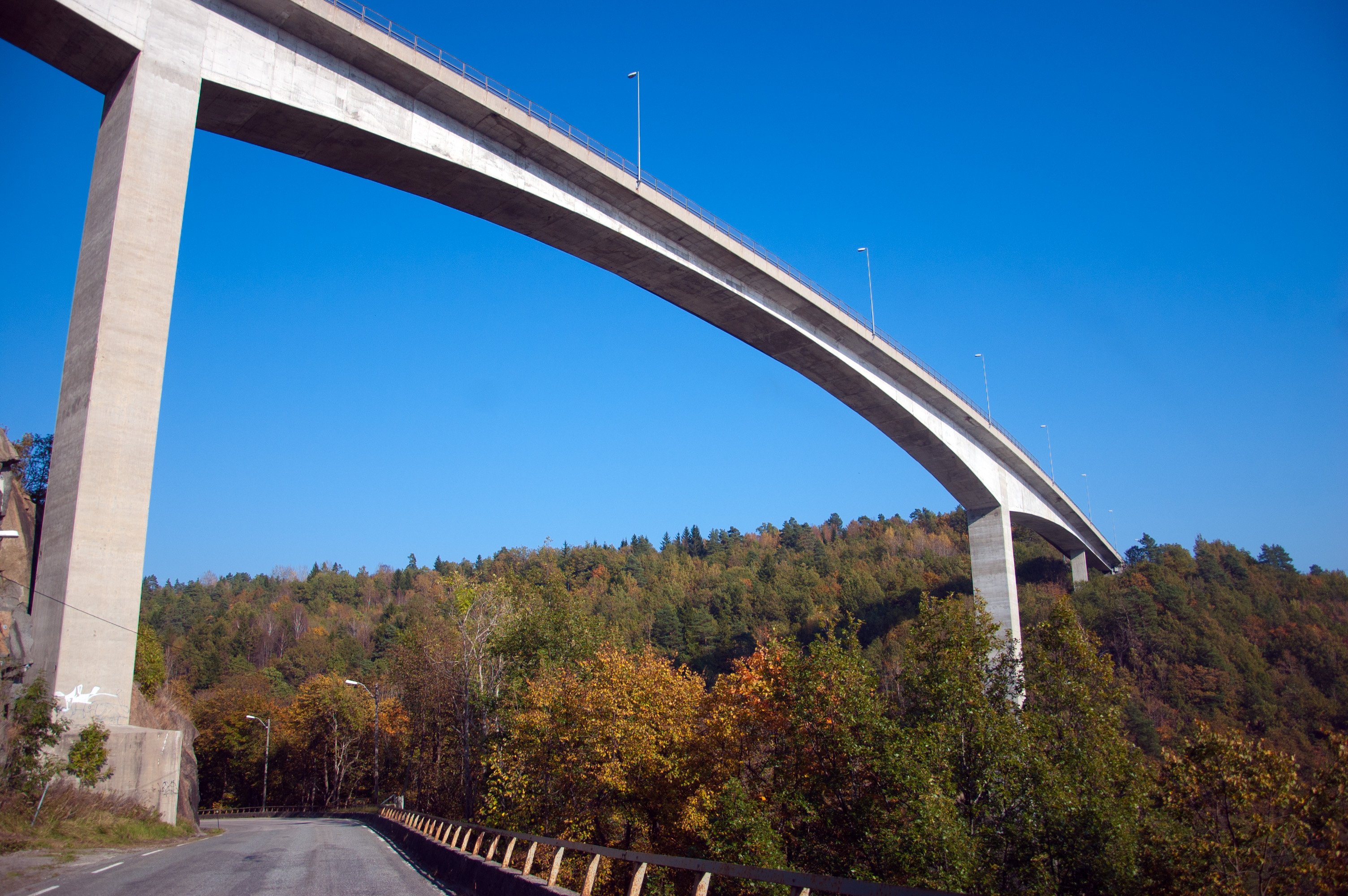
Le pont de Langangen